# Ein Kessel Buntes
Ein Kessel Buntes (en français « Le chaudron multicolore ») est une émission de variétés de la télévision est-allemande. Elle fut diffusée de 1972 à 1992 avec un total de 113 émissions, soit 6 par an. Comme son nom le laisse supposer, elle était en couleur, d'abord diffusée depuis le théâtre Friedrichstadtpalast puis plus tard depuis le Palast der Republik, ainsi que d'autres importantes salles de spectacle à travers l'Allemagne de l'Est. Son générique de lancement montrait une série d'horloges célèbres de Berlin Est, comme la Rotes Rathaus ou la Weltzeituhr de l'Alexanderplatz, affichant l'heure de diffusion de l'émission, 8 heures du soir (programmé à cette horaire pour concurrencer le Tagesschau, le journal télévisé de la chaine ouest-allemande ARD).
Ce programme était fait pour concurrencer les programmes de la télévision ouest-allemande (que la plupart des Allemands de l'Est regardaient). L'émission rencontrait un certain succès, attirant même des spectateurs de l'Ouest qui pouvaient capter la télévision est-allemande. Outre les célébrités de la chanson et de la danse est-allemandes, plusieurs stars occidentales se produisaient aussi dans cette émission. 
Après la réunification allemande et la dissolution de la Fernsehen der DDR, la télévision est-allemande, l'émission se poursuivit deux années supplémentaires sur ARD, la première chaine de la république fédérale et après les rediffusions d'anciennes émissions restèrent encore populaires. 
Parmi les nombreuses stars internationales qui participèrent à l'émission, on peut citer ABBA, Mylène Farmer, Amanda Lear, Bad Boys Blue, Dalida, Alla Pougatcheva, Karel Gott, Sofia Rotaru ou Mireille Mathieu

## Source
- (en) Cet article est partiellement ou en totalité issu de l’article de Wikipédia en anglais intitulé « Ein Kessel Buntes » (voir la liste des auteurs).